# Bichon

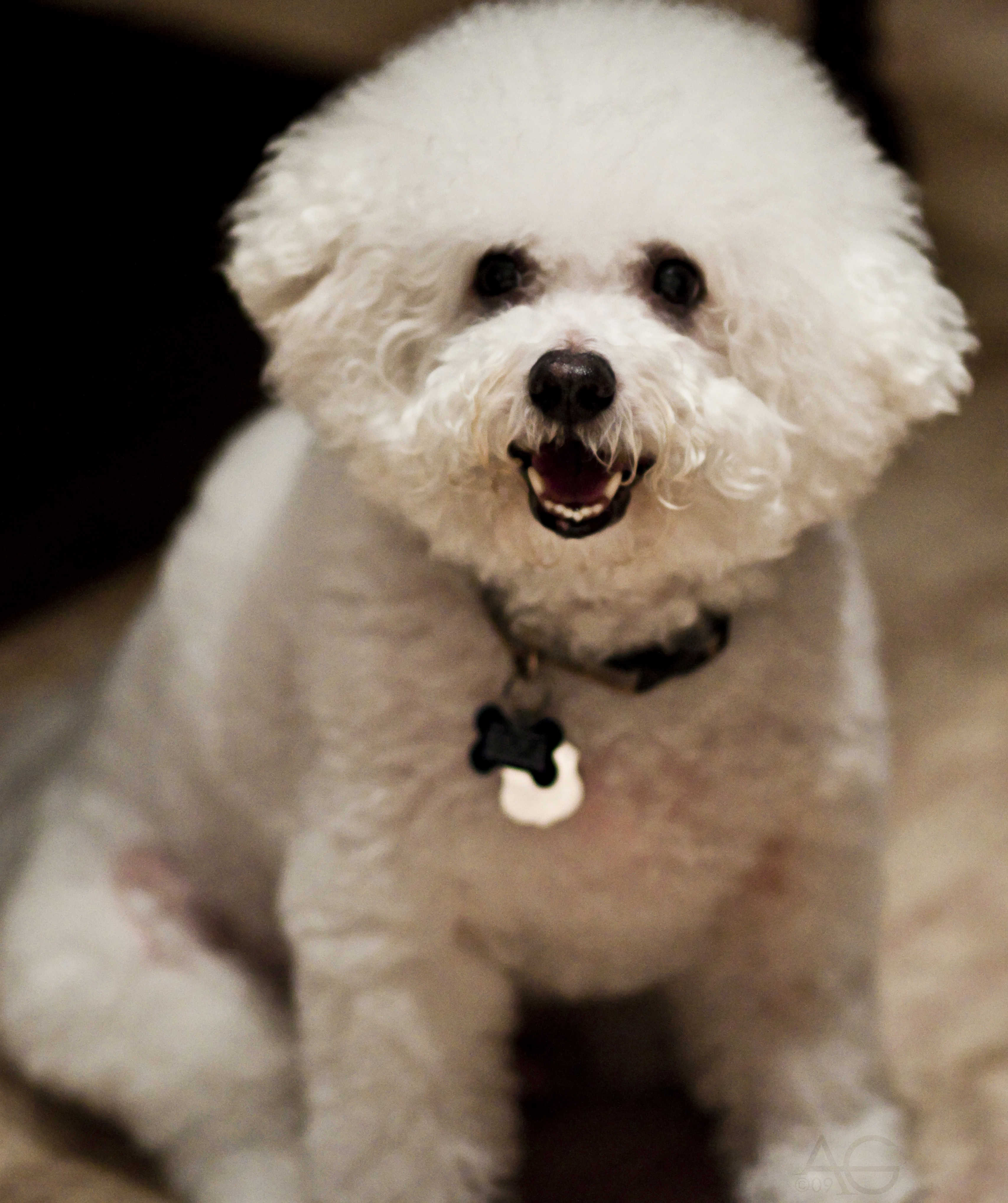
Bichon frisé

Bichon é um tipo de raças de cães relacionadas na categoria não esportiva,[carece de fontes?] que variam em aparência. Todos foram criados para serem cães de companhia amáveis e têm um temperamento amigável e alerta. Sua expectativa de vida é de quinze anos ou mais. O bichon frisé, um tipo de bichon, às vezes é simplesmente chamado de Bichon.

## Etimologia e história
A palavra bichon vem do francês médio bichon ('cachorro de cabelos compridos pequeno'), um diminutivo do francês antigo biche ('cadela'), do inglês antigo bicce ('cadela'), relacionado ao norueguês antigo bikkja ('cadela') e o alemão Betze ('cadela'). Alguns especulam que o resultado da aférese, ou perda de sílaba, da palavra barbichon ("poodle pequeno"), um derivado do barbiche ("cachorro desgrenhado"); no entanto, essa teoria parece cronologicamente improvável (se não impossível), apesar da aparente semelhança das duas palavras. A palavra francesa bichon é atestada em 1588, mas barbichon não aparece até 1694.
Os bichons descendem dos antigos ancestrais do Poodle e do Barbet. Desses cães, vinha o barbichon, um pequeno maltês de pelagem encaracolada; e o Bichon Bolognese, ou simplesmente bolonhês. Há uma discussão sobre se Tenerife é o original de todos os bichons, ou se o maltês (que parece ser um tipo antigo encontrado nas ilhas antes mesmo de o Barbet ser conhecido) é o progenitor dos bichons, através de sua criação com Barbets. Por fim, a maioria das raças modernas de bichon se desenvolveu através da introdução de uma variedade de cães no tipo barbichon, estabelecendo uma família com características reconhecíveis tanto no temperamento quanto no tipo, mas sem um único progenitor distinto.[carece de fontes?]
Os bichons eram os cães nobres preferidos da Europa medieval, especialmente na França, Itália e Espanha. A palavra francesa bichonner, que significa 'mimar' ou 'tratar como uma boneca', deriva do estilo de vida beribundo e luxuoso desfrutado pelo bichon de Henrique III da França (reinou em 1574-1589), que era carregado em uma pequena cesta onde quer que o rei fosse.[carece de fontes?]

## Bichons modernos
Apesar de sua popularidade atual, quase todos os bichons, mesmo o muito popular bichon frisé, passaram por um período de declínio no século XIX. Os cães nobres tornaram-se menos elegantes na Europa na virada do século XX, levando à perda de muitos tipos de bichons. Raças como o havanês e o bolonhês estão se recuperando desse período, e os bichons ainda mais comuns como o pequeno cão leão e o bichon frisé foram quase extintos no início do século XX.
Hoje, os bichons voltaram a ganhar popularidade. As qualidades que tornaram popular a família de cães bichons na corte também os tornam adequados para serem animais domésticos. Os bichons são criados para serem cães de companhia pequenos e encantadores, com temperamentos uniformes e atitudes divertidas. Eles são bons com crianças, mas não gostam de ser abraçados. Eles também exibem ótimas habilidades de vigilância. Um temperamento lúdico é considerado particularmente importante para o bichon frisé. Os bichons criados corretamente não devem ser grosseiros, isolados, nervosos ou agressivos.
O moderno bichon frisé chegou à América do Norte na década de 1950 e foi admitido no American Kennel Club (AKC) em 1972.